# Auguste Napoléon Parandier
Auguste Napoléon Parandier, né le 14 avril 1804 à Arbois (Jura) et mort dans la même ville en 1901, est un ingénieur français, inspecteur général des Ponts et Chaussées et député du Doubs de 1845 à 1846. C'est aussi un Jurassien, très attaché à sa région et ami d'un autre Arboisien, Louis Pasteur.

## Débuts
Opportuniste, son père choisit pour lui le prénom de Napoléon, un mois avant le senatus consulte instituant l'Empire. Il suit des cours au collège d'Arbois, puis au lycée de Besançon. En 1823, il entre à l'École polytechnique, deuxième de sa promotion. En 1825, il est à l'École nationale des Ponts et Chaussées, major de sa promotion. Ingénieur dans le Doubs en 1828, il est conseiller municipal de Besançon en 1831, membre de l'académie de cette ville la même année, de la Société géologique de France en 1833 et de l'Institut historique de France en 1835. Plus qu'un habile technicien, il apparaît donc dès sa jeunesse comme un esprit encyclopédique, s'intéressant à l'aménagement du territoire, mais aussi à la nature, à l'histoire et à la politique. C'est ce qui le fera remarquer par d'autres esprits encyclopédiques comme les membres de la famille Passy.
Il baigne à ses débuts dans le courant saint-simonien : Victor Considerant et Michel Chevalier sont ses amis, et pour cause, tous deux ont été des camarades de l'X, Chevalier, major de la même promotion 1823, Considerant de la 1826. Néanmoins, il s'oppose à ce qu'on pourrait appeler l'aile gauche du mouvement, à savoir les tenants des phalanstères : Parandier n'entra ni dans la doctrine de la révolution sociale, ni dans les rêves d'une rénovation religieuse, mais dans les espérances d'une régénération économique. Il pressentait que le monde allait subir une commotion par l'établissement d'un nouveau régime industriel, et la création des chemins de fer semblait à beaucoup et à lui-même le meilleur moyen d'améliorer les conditions de la vie humaine et le but nécessaire d'une administration publique. À un banquet en 1832 à Besançon, il déclare à Victor Considerant, Jurassien comme lui : « Laisse donc là tes chimères, tes réformes sont irréalisables en ce moment. Je te dis et te répète qu'il faut avant tout construire des routes, des ponts, des canaux et des chemins de fer »! Il paraît que Considerant, irrité, a pris la tête de Parandier, l'a secouée et s'est écrié : « Vieil entêté, si ce sont là tes idées, garde-les ; moi je garde les miennes ».

## Ingénieur

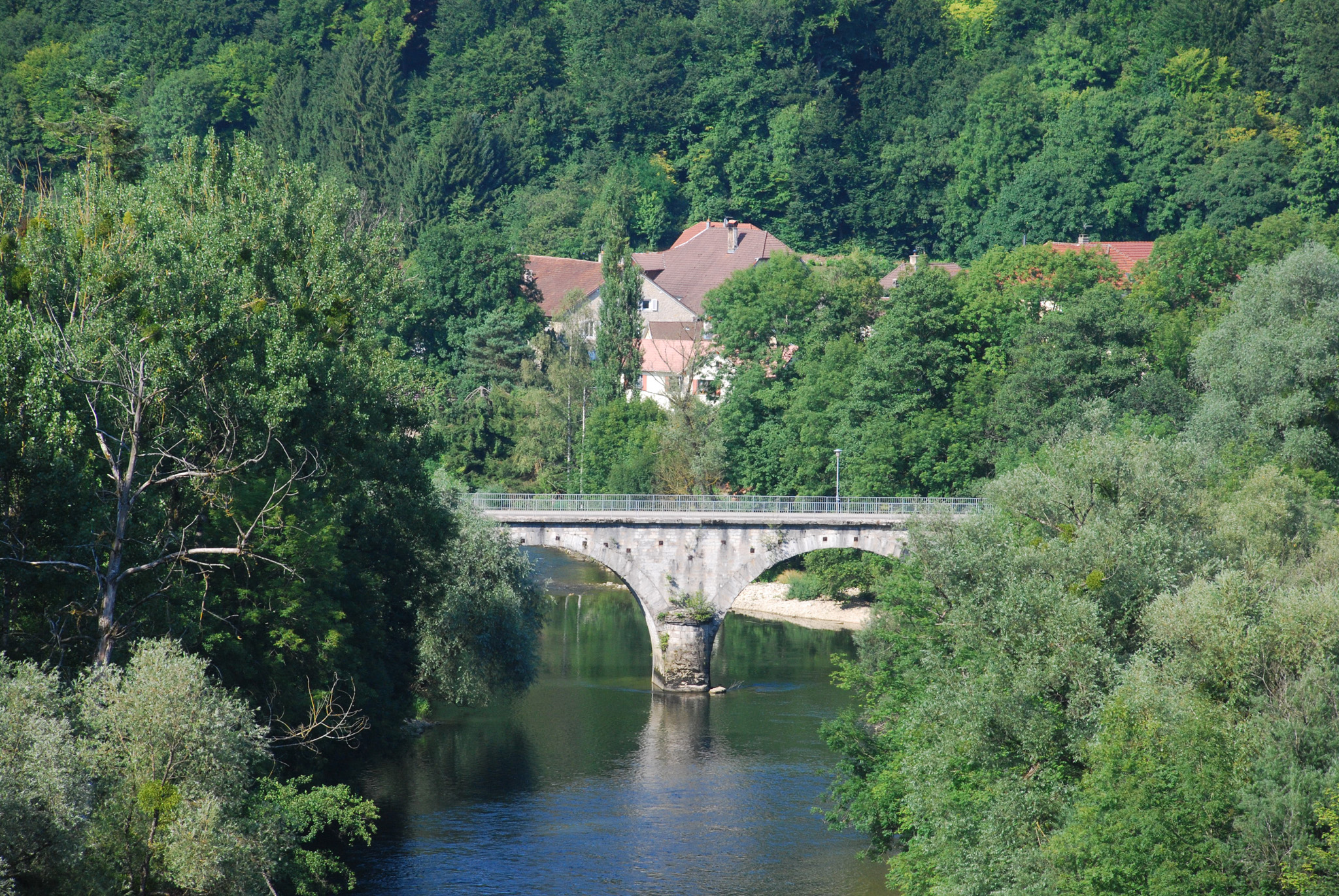
pont sur le Doubs près de Noirefontaine

Ces idées-là, Parandier va les appliquer pendant toute sa carrière : dans les années 1830, il s'occupe de la canalisation du Doubs, dans le cadre des travaux du canal  du Rhône au Rhin, et des plans du canal de la Marne au Rhin, dont les travaux commencent en 1838. À la même époque, il construit le pont suspendu des Chaprais à Besançon et peu après, un autre du même type sur le Doubs à Neublans. En 1842, nommé ingénieur en chef à Dijon, il dirige les travaux du chemin de fer de Dijon à Chalon, qui aura une gare à Corgoloin, clin d'œil à sa belle-famille. En 1846, c'est de nouveau un canal qui l'occupe, celui de Bourgogne récemment inauguré mais qui nécessite des travaux complémentaires.
Revenu à Besançon en 1849, il se consacre au réseau ferroviaire de Franche-Comté, vers Mulhouse, par la vallée du Doubs (avec un pont à Noirefontaine), dont il obtient la réalisation à partir de 1853 ; en signe de reconnaissance, les habitants de la vallée lui offriront une coupe d'argent qui a figuré à l'exposition universelle de 1855. Il lance aussi la ligne vers Lausanne par Mouchard et Pontarlier, ligne du réseau PLM qu'empruntera plus tard l'Orient-Express (branche de Venise). Il développe parallèlement le réseau routier de la région, en particulier autour d'Arbois. En 1863, il est nommé inspecteur général des Ponts et Chaussées pour la région Est et accède à la première classe de son grade en 1868. Dans les années 1860, il travaille également hors de nos frontières en participant à la conception du chemin de fer de la Sarre, un projet qui a une logique économique évidente, puisqu'il s'agit de faire venir la houille sarroise vers Mulhouse, Belfort et la région rhodanienne en empruntant les lignes qu'il vient de construire. En mars 1874, il est fait commandeur de la Légion d'honneur, décoration remise le 19 avril par Paul Gayant, ancien vice-président du Conseil général des Ponts et Chaussées. Il prend sa retraite en 1875 mais il ne va pas rester inactif pour autant, au contraire...

## Autres activités
En politique, il n'a eu qu'un rôle très limité au niveau national : en 1845, un siège est vacant par suite d'une démission dans le Doubs (arrondissement de Montbéliard), il se présente à la demande des responsables locaux et est élu le 2 août. Il siège à la Chambre avec la majorité de Guizot et en profite pour défendre le projet de ligne Besançon-Mulhouse par la vallée du Doubs. Il ne se représente pas en 1846 et retourne à ses travaux d'ingénieur. Il est plus constant au niveau local : seize ans conseiller général du canton d'Arbois, de 1854 à 1870, et encore plus longtemps au conseil municipal d'Arbois.
Il a été beaucoup plus actif dans la vie associative, à travers ses multiples participations à des sociétés savantes. On l'a vu dans sa jeunesse membre de la Société géologique de France et de l'Institut historique. La Société géologique a été fondée en 1830 et il l'a rejointe peu après. Il y fait la connaissance de deux hommes qui vont devenir des amis : Antoine Passy et Léonce Elie de Beaumont. En 1849, il entre à l'Académie nationale agricole, en 1858 à la Société d'horticulture et d'arboriculture du Doubs et la même année, il fonde la Société de viticulture d'Arbois, qu'il présidera pendant 38 ans et que rejoindra Louis Pasteur ; enfin, en 1876, il entre à la Société nationale d'agriculture de France, ancêtre de l'Académie d'agriculture. Cette dernière a créé en sa mémoire le prix Parandier qui récompense des travaux en matière de viticulture. 
Chronologiquement, c'est d'abord la géologie qui a retenu son attention. Dans ses travaux de génie civil, il était en effet confronté à des carences graves en matière de connaissance des terrains aussi bien que des matériaux de construction. Il a donc choisi de faire lui-même les recherches qui faisaient défaut, en particulier sur les chaux et ciments hydrauliques, et a produit de nombreux mémoires à destination des Annales des ponts et chaussées. De la recherche appliquée, il est passé à la recherche fondamentale : Parandier peut être considéré comme un des pères de la géologie jurassienne. Contemporain et émule de Jules Thurmann, il a pu revendiquer à bon droit l'honneur d'avoir devancé ce savant dans la constatation du soulèvement que les assises sédimentaires éprouvèrent dans les monts Jura. Il a fait aussi des études comparatives sur les sédiments du Jura par rapport à ceux de l'Angleterre et rédigé pour l'académie de Besançon une note sur l'origine des cavernes dans les calcaires de la région. Enfin, il a participé activement à l'établissement de la carte géologique de la France aux côtés de l'éminent Léonce Elie de Beaumont, ce vieil ami de sa belle-famille. 
L'autre grand sujet de recherches de Parandier, c'est l'agriculture, sous toutes ses formes : arboriculture, vignoble, forêt, horticulture. Il aborde le sujet par la question de l'irrigation. Là encore, il est un précurseur : Au moment où il se mit à prêcher la régénération de l'agriculture par les travaux du service hydraulique, rien n'était fait. Le service hydraulique a été établi en 1849, mais dès 1828, Parandier étudiait les avantages de l'irrigation dans le Doubs. Au sein de la Société nationale d'agriculture, il milite pour une organisation du service hydraulique par bassin et par département en multipliant les petits chantiers, pour leur facilité de réalisation et leur effet d'entraînement ; ses rapports sur le service hydraulique et le relèvement de l'agriculture publiés dans les années 1880 seront discutés dans la plupart des assemblées départementales. Et au sein de la société de viticulture locale, il se bat contre les maladies de la vigne, le mildiou, mais aussi le phylloxera qui fait des ravages à l'époque. Il prêche pour l'utilisation de porte-greffes américains. Il a enfin pour Arbois un projet tout à fait original : en faire une station de cure d'air et de raisins ! Il écrit à ce propos : « Il est évident que le pied du Jura possède tous les éléments de succès pour de pareilles cures..., car je défie qu'on trouve nulle part ailleurs un raisin comparable à notre ploussard pour en assurer le succès. Le lignan, le valet blanc, le melon, le valet noir, sont encore des raisins fondants délicieux, et pour la fin de la saison, le naturé, le trousseau complèteraient admirablement l'alimentation hygiénique qu'il s'agirait d'y organiser ». Il faudra attendre encore plus d'un siècle avant que la vinothérapie n'entre dans les mœurs.

## Avec Pasteur

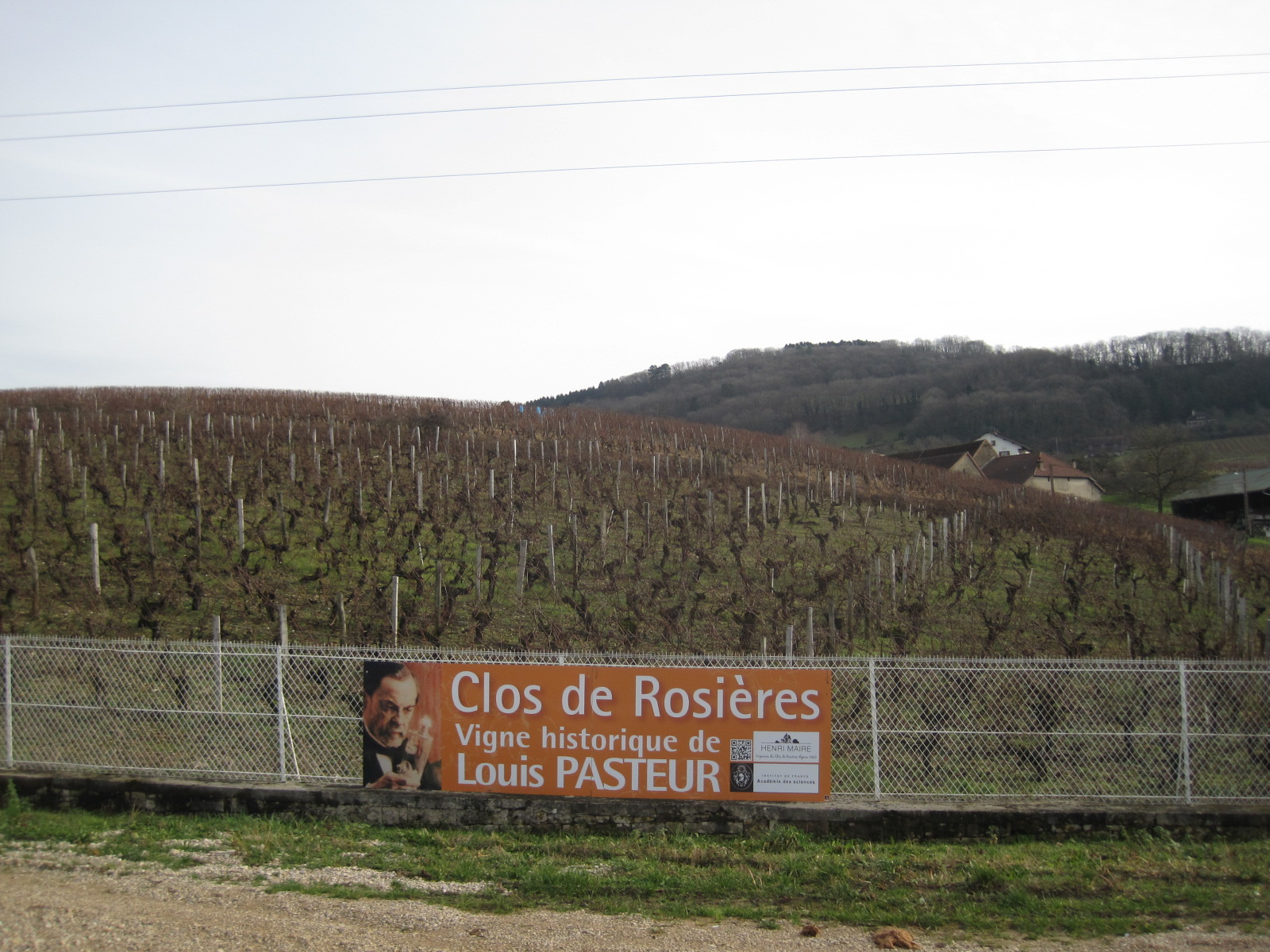
vigne de Louis Pasteur, photo Arnaud 25

À Arbois, Parandier s'est beaucoup investi dans sa propriété des Tourillons, à l'origine une simple petite tour dont il a fait une sorte de château flanqué de fines tourelles. Tout autour, il multiplie les achats de parcelles sur lesquelles il va planter des bois, des fruitiers (près de 800) et une vigne, après avoir canalisé et domestiqué l'eau, créé des fontaines, des bassins et des réservoirs. Chaque année en septembre, au moment des vendanges, il participe à la fête du Biou, grappe géante de près de cent kilogrammes que l'on porte en procession, et marche en tête du cortège en compagnie de son ami Pasteur, lui-même vigneron amateur.
Il y a pratiquement une génération d'écart entre Parandier et Pasteur. Dans les années 1840, le premier était déjà un homme installé, aux compétences reconnues, quand il a eu l'occasion d'aider le second. Mais avoir affaire à un Arboisien et en plus à un scientifique rendait la chose irrésistible pour Parandier ! C'est le physicien Claude Pouillet qui les a mis en relation. Alors que Pasteur, jeune normalien, vient d'être nommé à Dijon, Pouillet écrit à Parandier à l'automne 1848 : M. Pasteur est un jeune chimiste des plus distingués, il vient de faire un travail très remarquable et j'espère bien que dans peu de temps il sera envoyé dans une excellente Faculté. Je n'ai pas besoin de vous en dire plus long sur son compte. Je ne connais pas de jeune homme plus honnête, plus laborieux et plus capable. Aidez-le à Dijon de tout votre pouvoir et vous n'aurez qu'à vous en applaudir. Malheureusement, Parandier n'a guère eu le temps de s'en occuper, car dès janvier suivant, Pasteur était nommé à l'université de Strasbourg.
Les travaux de Pasteur sur le vin dans les années 1860 vont grandement les rapprocher. Parandier s'est le premier lancé dans l'installation d'une vigne expérimentale et a cherché à aider les vignerons professionnels membres de la Société de viticulture qu'il préside à adopter de nouvelles méthodes. Mais c'est peu de chose face à l'apport de Pasteur, que l'on peut considérer comme le père de l'œnologie moderne. C'est en 1863 que Napoléon III demande à Pasteur de chercher un remède aux maladies transmises par le vin français, qui portent gravement préjudice à la filière. Ces maladies sont liées à une vinification à l'époque très défectueuse. C'est à cette occasion que notre grand savant expérimente le procédé qui portera son nom, celui de la pasteurisation.  Deux années de suite, il transporte son laboratoire chaque automne à Arbois et étudie les micro-organismes qui interviennent dans la vinification. Il publie ses recherches en 1866. Dans ce livre, il remercie publiquement Parandier pour son aide. Il a ensuite acheté en 1874 une vigne, le clos de Rosières, sur une commune voisine d'Arbois, pour poursuivre ses recherches. Il ne peut disposer d'un laboratoire  fixe sur place qu'en 1879. Il écrit à ce sujet à Parandier le 20 mai : Merci de vos bonnes paroles au sujet du laboratoire d'Arbois qui vient bien tard... Il y a tant à faire sur toutes les questions qui touchent à la vinification. Mais malgré plusieurs dizaines d'années vécues en voisins partageant souvent les mêmes centres d'intérêt, Pasteur gardera toujours une distance vis-à-vis de Parandier, il l'assure de son affection mais le traite avec le respect qu'on doit à un aîné. Cher et vénéré Monsieur Parandier lui dit-il et la formule résume bien son attitude.

## Vie privée
Parandier s'est marié sur le tard et a épousé le 14 janvier 1845 à Strasbourg Stéphanie, fille de Pierre Champy, adjoint au maire de la ville, et de 17 ans sa cadette. Sachant que Parandier était un grand chasseur et un excellent fusil, il a peut-être connu sa belle-famille lors de parties de chasse dans les Vosges, où elle possédait d'importants territoires. Le plus curieux de l'histoire nous est dévoilé par... le père de Louis Pasteur. Dans une lettre à son fils du 2 janvier, il écrit : Il n'est bruit à Arbois que du mariage de l'ingénieur Parandier avec la fille d'un maître de forges, qui donne 20.000 frs de rente, puis 100.000 à la famille Parandier, voulant, dit le beau-père, que les frères et sœurs du mari aient aussi une position convenable.
Stéphanie est morte en 1888 et son mari le 24 mai 1901, à Arbois bien sûr. Pasteur qui le plaisantait en disant qu'il finirait centenaire a eu presque raison ! Comme il n'avait pas eu d'enfants, il a laissé tous ses biens à des institutions ou associations.

## Sources
- Ernest Girard, L'Ingénieur Parandier, notes biographiques, Arbois, 1902
- Louis Passy, Parandier, Mémoires de la Société historique de Pontoise, tome 34, 1916
- Albert Girardot, M. Parandier, sa vie et ses œuvres, Mémoires de l'académie de Besançon, 1903
- Robert, Bourloton et Cougny, Auguste Napoléon Parandier, Dictionnaire des parlementaires
- Commandant G. Grand, Auguste Parandier, la nouvelle revue franc-comtoise, numéro 49, 1973
- Béatrice Fonck, Un grand Arboisien méconnu : Auguste Napoléon Parandier, Pasteur Patrimoine Arboisien
- Béatrice Fonck et Philippe Hugon, Bicentenaire de la naissance d'Auguste Napoléon Parandier, UNIPEF(lire en ligne)
- René Vallery-Radot, La Vie de Pasteur
- Correspondance de Pasteur, édition de 1940-51, sous la direction de Pasteur Vallery-Radot, volumes 1, 3 et 4